# Asplenium subspathulinum
Asplenium subspathulinum är en svartbräkenväxtart som beskrevs av Xian Chun Zhang. Asplenium subspathulinum ingår i släktet Asplenium och familjen Aspleniaceae. Inga underarter finns listade.